# Let 'Em In
Let 'Em In è un brano musicale di Paul McCartney, tratto dall'album Wings at the Speed of Sound, e pubblicato nel 1976 come secondo singolo estratto dal disco, dalla sua band Wings.
Il singolo raggiunse il terzo posto nella classifica statunitense e il secondo posto in quella britannica. In Canada la canzone fu terza per tre settimane di fila.

## Il brano
Canzone pop dalla melodia briosa e saltellante scandita da un ritmo in stile marcia militare, il suo testo contiene numerosi riferimenti a famigliari, conoscenti e amici dello stesso McCartney: "Sister Suzy", "Brother John", "Martin Luther", "Phil and Don", "Brother Michael", "Auntie Gin", tutti amichevolmente invitati ad entrare dalla porta di casa sua.
Nella seconda strofa, "Brother Michael" viene rimpiazzato da "Uncle Ernie", e nella terza strofa, "Auntie Gin" è rimpiazzata da "Uncle Ian".

### Registrazione
Il pezzo fu inciso ad Abbey Road nel gennaio-febbraio 1976 e si apre con il suono di un campanello, il cui utilizzo fu suggerito dal batterista Joe English.

## Tracce singolo
Singolo 7"
1. Let 'Em In - 5:10
2. Beware My Love - 6:27

Singolo 12"
1. Let 'Em In - 5:10
2. Beware My Love - 6:27

## Cover
- La canzone è stata reinterpretata nel 1977 da Billy Paul con una differente lista di persone citate. La sua versione raggiunse la posizione numero 26 nella classifica inglese.
- Nel 2007 il brano è stato ripreso da Freedy Johnston sul suo album My Favorite Waste of Time.
- Nel 2014 una cover del brano eseguita da Dr. John venne inserita nell'album tributo The Art of McCartney.